# Ansel Briggs
Ansel Briggs (Shoreham, 3 febbraio 1806 – Omaha, 5 maggio 1881) è stato un politico statunitense.
Fu il primo governatore dell'Iowa, in carica dal 1846 fino al 1850

## Biografia
Briggs ha studiato, inizialmente, nella università privata Norwich, in Connecticut. A causa, però, della morte prematura del padre, fu costretto a trovarsi un lavoro come guidatore di diligenze.
Successivamente, si trasferì in Iowa, dove cominciò la carriera politica. Si schierò dalla parte dei democratici ed ottenne alcuni incarichi importanti, soprattutto nell'Assemblea pre-governativa. Nel 1846, quando lo Iowa divenne il 29º stato federato degli USA, fu nominato come Governatore, battendo i rivali Jesse Williams e William Thompson, entrambi segretari dell'Iowa.
Nel corso dei quattro anni, Briggs si concentrò sui trasporti, sull'urbanistica e nelle poste.
Nella città di Andrew, nel 1909, è stata eretta una statua in suo onore, con la seguente dedica: the stage driver who became Governor (ovvero: al guidatore di diligenze che divenne Governatore").
| Controllo di autorità | VIAF (EN) 35688669 · ISNI (EN) 0000 0000 2103 1835 · LCCN (EN) n00067824 · GND (DE) 1183283970 |